# Konstantinos Tsiklitiras
Konstantinos Tsiklitiras (Græsk: Κωνσταντίνος Τσικλητήρας) (født 30. oktober 1888, død 10. februar 1913) var en græsk atlet, som deltog i de olympiske mellemlege 1906 i Athen, OL 1908 i London og 1912 i Stockholm.
Ved mellemlegene i 1906 stillede Tsiklitiras op i stående højdespring og stående længdespring, hvor han blev henholdsvis nummer seks og otte.
Ved OL 1908 i London stillede han op i de samme discipliner, og denne gang vandt han sølv i begge. I højdespring sprang han 1,55 m i både indledede runde og finalen. Amerikaneren Ray Ewry vandt guld med 1,57 m, mens hans landsmand John Biller også sprang 1,55 m i finalen, så han og Tsiklitiras delte sølvmedaljen. I stående længdespring nåede han ud på 3,23 m i kvalifikationen og 3,22 m i finalen. Igen var Ewry bedst med 3,33 m i finalen, mens amerikaneren Martin Sheridan blev nummer tre, ligeledes med 3,22 i finalen, samme som i kvalifikationen.
Fire år senere ved OL 1912 i Stockholm blev han olympisk mester i stående længdespring. Her sprang han 3,37 m i kvalifikationen, bedst af alle, og skønt han kun sprang 3,34 m i finalen, var kvalifikationsspringet tilstrækkeligt til at sikre ham guldet. Sølvet gik til amerikaneren Platt Adams, hvis bedste spring var på 3,36 m, mens hans landsmand Ben Adams blev treer med 3,28 m. Ved samme lege blev han treer i stående højdespring med 1,55 m, mens Platt Adams vandt med 1,63 m, og Ben Adams blev toer med 1,60 m.
Tsikalitiras var en alsidig sportsmand, der også dyrkede fodbold og vandpolo foruden andre atletikdiscipliner. Han meldte sig til hæren for at deltage i Balkankrigene i 1913, men han nåede ikke at komme i kamp, da han fik meningitis og døde af denne sygdom.